# EZ Publish
eZ Publish es un antiguo CMS (Content Management System) de código abierto desarrollado y distribuido por la compañía noruega eZ Systems.
Es una aplicación que ofrece soluciones profesionales para sitios Web dinámicos. Por ese motivo puede ser usado para construir cualquier tipo de proyecto, desde sitios personales a sitios corporativos que requieran diferentes perfiles de acceso, tiendas en línea, foros de discusión y otras funciones complejas.

## Características
eZ Publish incluye una gran cantidad de características avanzadas que hacen posible el desarrollo en corto tiempo de proyectos profesionales, complejos, seguros y confiables. Además de estas características el sistema permite extensiones y modificaciones que permiten avanzar en el proyecto en diferentes direcciones. Es un sistema muy flexible que permite mantener varios sitios en una misma instalación, y ofrece características como caché de contenido, reemplazo de plantillas, gestión de URL, tipos de datos, workflows, etc. Además cuenta con su propio lenguaje que permite un más fácil acceso a los elementos de contenido. Es muy extensible permitiendo desarrollar e implementar extensiones, operadores, funciones, tipos de datos y bibliotecas de terceros.
Se le considera uno de los mejores en su campo http://www.bilib.es/uploads/media/estudio_sistemas_gestion_contenidos_web_cms.pdf

## Requisitos
Puede ser utilizado en Windows y varias variantes de UNIX tales como MacOS X, Linux, FreeBSD, Solaris, IRIX, etc. Además, funciona con cualquier base de datos sin necesidad de modificación en el kernel. Este sistema funciona bajo una plataforma PHP, generalmente con Apache como servidor Web y MySQL o PostgreSQL como DBMS.

## Licencia
Además eZ Publish tiene una licencia dual. Hay una licencia GPL (General Public License) y una profesional. Aquellos que eligen la licencia GPL pueden construir sus propias aplicaciones y contribuir al desarrollo del software libre. Los que optan por la licencia profesional pueden realizar campañas para comercializar software propio basado en el sistema eZ publish.